# Cernișoara
Cernișoara es una comuna ubicada en el distrito Vâlcea, Rumania.

## Superficie
Posee una superficie de 59,66 kilómetros cuadrados.

## Demografía
Hasta 2021 la población era de 3298 habitantes, con una densidad de población de 55,28 habitantes por kilómetro cuadrado.